# Glod (okręg Sălaj)
Glod – wieś w Rumunii, w okręgu Sălaj, w gminie Gâlgău. W 2011 roku liczyła 448 mieszkańców.